# اتحاد الاشتراكيين الديمقراطيين (بوركينا فاسو)
اتحاد الاشتراكيين الديمقراطيين (بالفرنسية: Union des Socio-Démocrates)‏ كان حزبًا سياسيًا في بوركينا فاسو.

## التاريخ
تم تأسيس الحزب في نوفمبر 1990 من قبل آلان بيدوما يودا،  وتم الاعتراف به في 4 أبريل 1991. 
فاز الحزب بمقعد واحد في الانتخابات البرلمانية عام 1992. في 6 فبراير 1996 اندمج في المؤتمر للديمقراطية والتقدم. 